# Mazda 616
Mazda 616 är en personbil som tillverkades av den japanska biltillverkaren Mazda mellan 1970 och 1979. På hemmamarknaden kallades bilen Mazda Capella.

## Mazda 616
Mazda 616 var märkets första modell i mellanklassen. Tidiga bilar hade enkla rektangulära strålkastare men snart infördes samma dubbla runda lyktor som på RX-2:an. Bilen såldes från början med en 1,6-litersmotor, senare tillkom ett större alternativ från 929.an. 1974 uppdaterades modellen med en något längre front.

### Mazda RX-2
Bilen fanns även med Mazdas wankelmotor. På hemmamarknaden kallades den Mazda Capella Rotary Coupé medan exportbilar såldes som Mazda RX-2. Den skiljde sig från 616-modellerna genom en egen front med dubbla strålkastare.

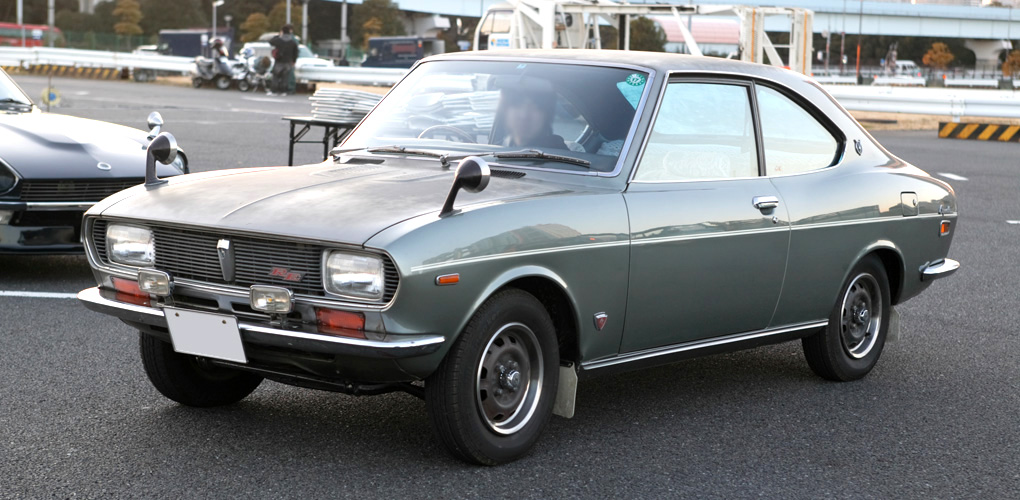
Mazda Capella Rotary Coupé

## Motor
| Modell | Motor                | Cylindervolym | Effekt | Bränslesystem   |
| ------ | -------------------- | ------------- | ------ | --------------- |
| 616    | 4-cyl radmotor SOHC  | 1586 cm³      | 80 hk  | Enkel förgasare |
| 616    | 4-cyl radmotor SOHC  | 1769 cm³      | 83 hk  | Enkel förgasare |
| RX-2   | 2-skivig wankelmotor | 1146 cm³      | 120 hk | Enkel förgasare |